# Lindau-Klasse

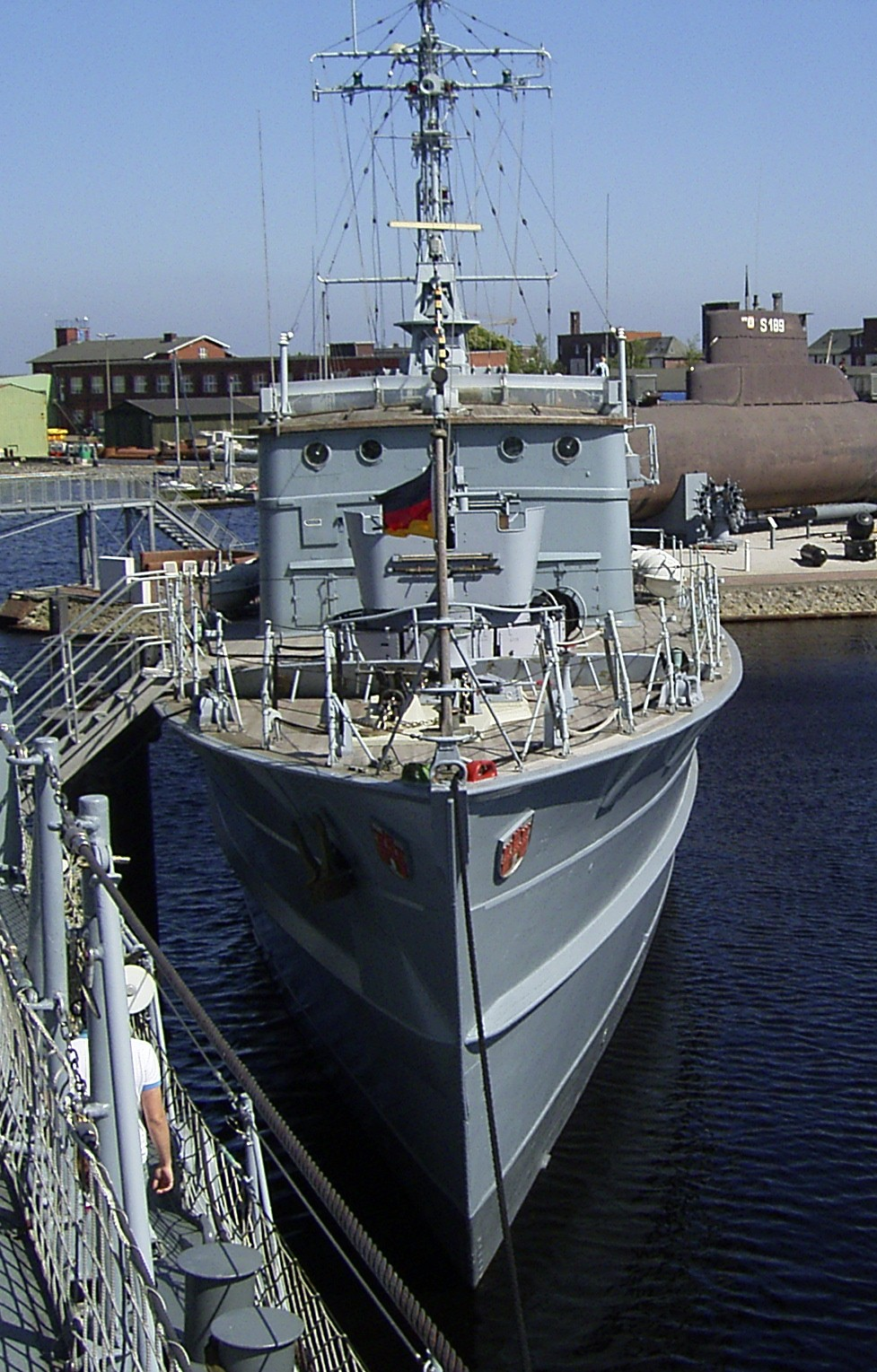

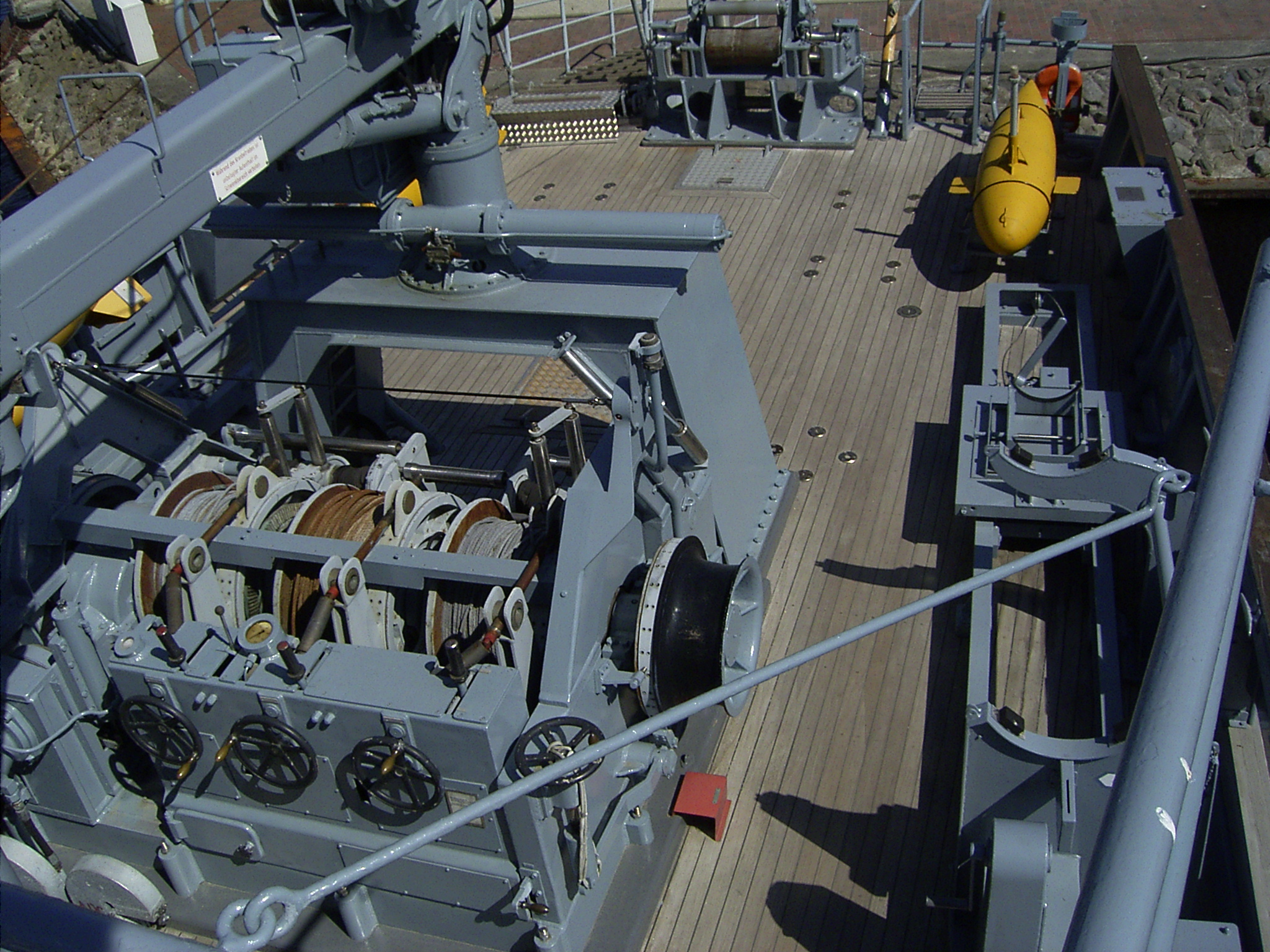
Kran, Winden und Teile des Räumgeschirrs auf dem Achterdeck

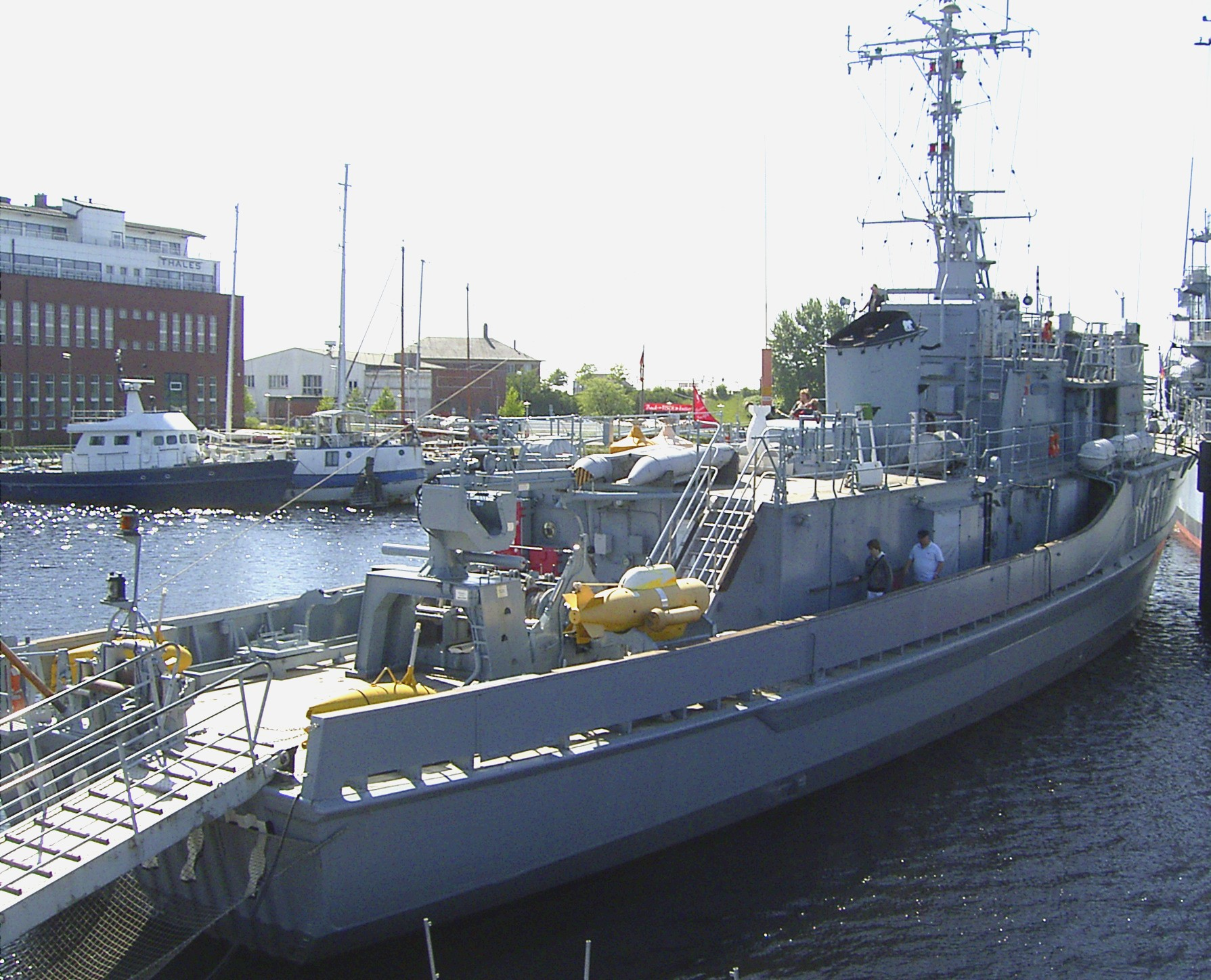

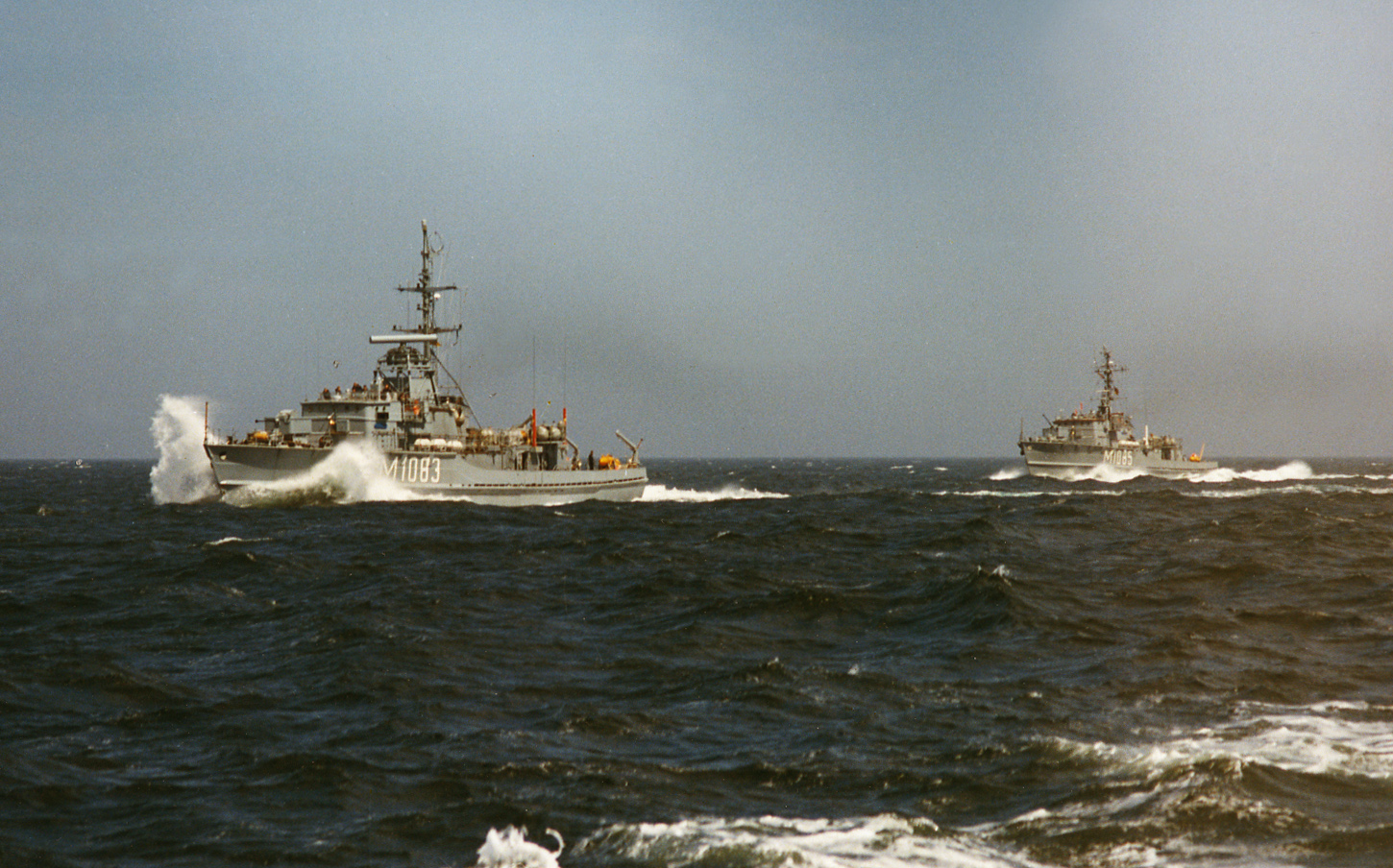
Ulm (Klasse 351) und Minden (Klasse 331) in der Nordsee (1996)

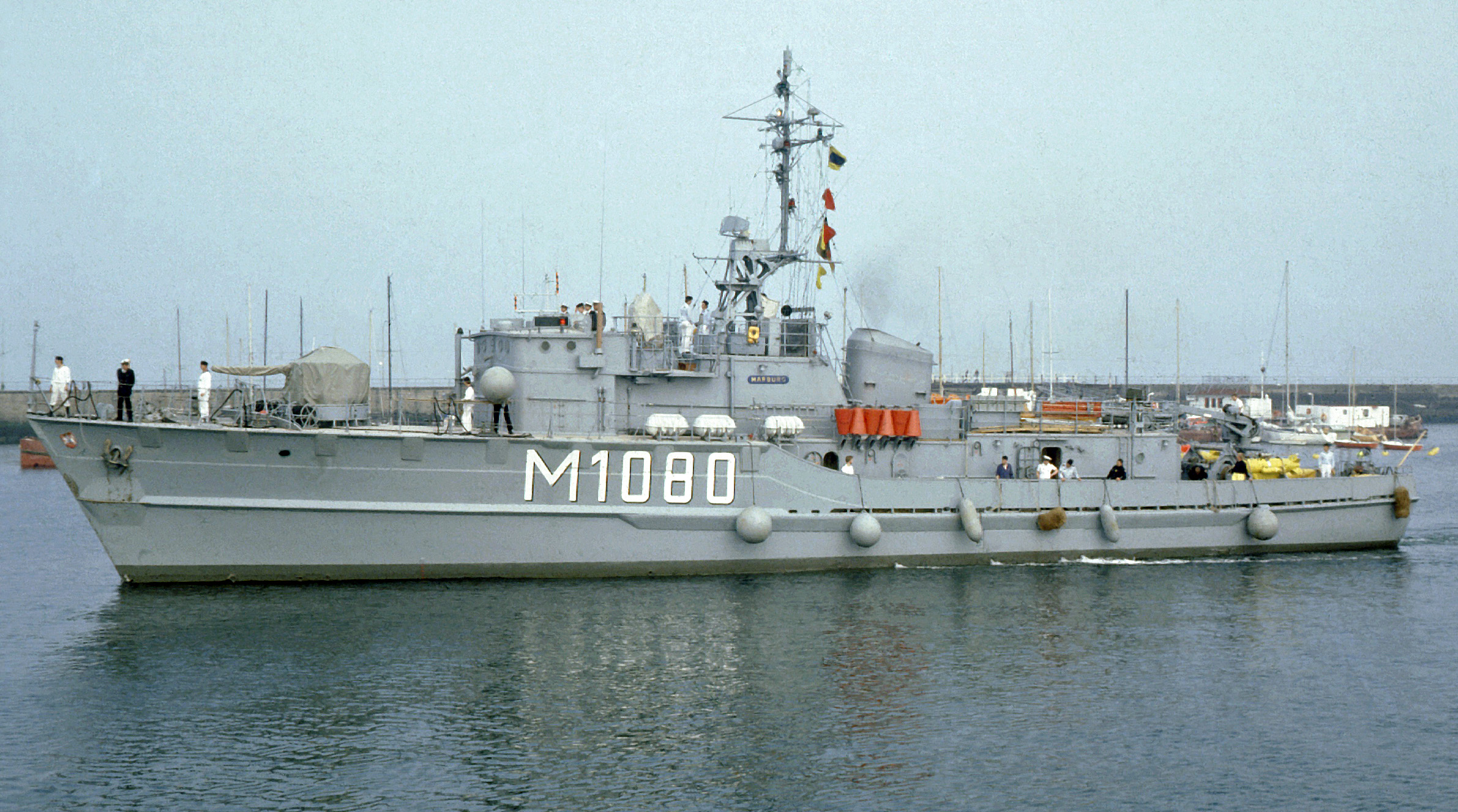
Marburg (Klasse 331) nach Umbau in Helgoland (1980)

Die 18 Boote der Lindau-Klasse (Klasse 320) wurden ursprünglich als Küstenminensuchboote 55 auf der Burmester Werft in Bremen-Burg gefertigt und zwischen 1958 und 1960 in Dienst gestellt. Später wurde ein Großteil der Boote zu Minenjägern der Klasse 331 (mit den Unterklassen 331A und 331B) und ein kleinerer Teil zu Hohlstablenkbooten der Klasse 351 umgebaut.

## Geschichte

### Küsten-Minensuchboote (Klasse 320)
Die Lindau-Klasse war die deutsche Ausführung der zum NATO-Einheitstyp gemachten und von verschiedenen NATO-Mitgliedsstaaten adaptierten US-amerikanischen Bluebird-Klasse. Als Nachbau dieses Typs wurden sechs Boote 1959–60 in Frankreich als Typ Mercure für die deutsche Bundesmarine (Vegesack-Klasse) gebaut.
Die Lindau-Klasse wurde dagegen leicht verändert, erhielt z. B. zur Verbesserung der Stabilität einen niedrigeren Brückenaufbau und bewährte sich als sehr robuste und vielseitige Bootsklasse. So wurden beide Versionen (Minenjagdboot und Hohlstablenkboot, s. u.) erfolgreich während der Operation Südflanke im Persischen Golf eingesetzt. Die Boote wurden im Laufe der Zeit mehrfach umgerüstet und neu klassifiziert. Im Zeitraum von 1991 und 2000 wurden alle Einheiten der Klasse von der Deutschen Marine außer Dienst gestellt.

### Minenjagdboote (Klasse 331)
Zwischen 1970 und 1979 wurden zwölf der Boote zu Minenjagdbooten umgebaut (zunächst zwei zur Unterklasse 331A und Mitte des Jahrzehnts die übrigen zehn zur Unterklasse 331B). Dabei wurden sie mit einem Minenjagdsonar und je zwei ferngelenkte Minenjagddrohnen PAP 104 sowie der hochpräzisen Navigationsanlage SYLEDIS ausgerüstet. Die Aufgaben der Klasse 331 wurden nach deren Außerdienststellung bei der Deutschen Marine durch die Schiffe der Kulmbach-Klasse (Klasse 333) übernommen.

### Hohlstab-Lenkboote (Klasse 351)
Im Jahr 1979 wurden die restlichen sechs Boote mit dem „Troika“-System zum Lenken von Hohlstabbooten vom Typ Seehund ausgestattet und dann als Klasse 351 bezeichnet. Bei ihrer Außerdienststellung in Deutschland wurden diese durch die Einheiten der Ensdorf-Klasse (Klasse 352) abgelöst.

### Außerdienststellung und Verbleib
Die meisten der Boote gingen in den Dienst befreundeter Staaten, zwei sind in Deutschland erhalten geblieben (Details siehe weiter unten im Abschnitt zu den einzelnen Booten).

## Technik
Da Minensuchboote ein möglichst kleines Magnetfeld erzeugen sollen, wurden die Boote der Lindau-Klasse aus Holz gebaut. Oberhalb der Wasserlinie sind 3 Schichten mit Zwischenisolierung miteinander verleimt. Die erste und dritte Schicht aus Mahagoni sind parallel zum Kiel ausgerichtet, die mittlere Schicht aus Teak diagonal. Unterhalb der Wasserlinie war noch eine vierte Schicht aus Eiche angebracht. Das Spantengerüst besteht aus 118 Quer-, 2 Längs- und 20 Konstruktionsspanten aus Holz, Spantenabstand 0,38 m. Für Auf- und Einbauten wurde hauptsächlich amagnetisches Material verbaut.

### Antrieb
Der Antrieb bestand ursprünglich aus zwei Mercedes-Maybach-MD-871-16-Zylinder-V-Motoren mit je 2.000 PS, die zwei dreiflügelige Escher-Wyss-Verstellpropeller antrieben.
In den Minensuchbooten waren drei MWM-3-Zylinder-Diesel (Typ 518Dn/5) mit 220 V Gleichstromgeneratoren und zwei MD 441 mit 900 PS (Räumdiesel) eingebaut. Vier von ihnen standen im E-Werk, der fünfte (1MWM-3-Zylinder-Diesel) im Maschinenraum. Bei den zu Minenjagdbooten der Klasse 331A umgebauten Einheiten, die über zwei zusätzliche Schottelpropeller verfügten, wurden zwei E-Diesel ausgebaut und ein Maybach-V-8-Dieselmotor mit 900 PS für den Schottelantrieb eingebaut. Bei der Klasse 331B wurde später auf Schottelpropeller verzichtet.
Kraftstoffbunker 42 m³, beziehungsweise 28 m³ nach Umbau. Reichweite bei 14 kn 900 sm.

### Bewaffnung
- 1× 40-mm-Bofors-Flak, Typ 58
- 4 Wasserbombenhalterungen
- Minenlegeausstattung
- Bb und Stb Stinger 2 Fliegerfauststand auf dem B-Deck, und mit 4 Fliegerfaustladen auf der Back
- MVL (Minenvernichtungsladung) 30 Stk.

### Minenräumgeschirr
Räumgeschirr mechanisch
- 3 Drahtseile
- 1 Tiefendrachen
- 2 Scherdrachen, ein Reservedrachen
- 4 Große Schwimmer
- ein Schwimmer Null
- 4 Schweinchen (kleine Schwimmer)
- mechanische und Sprenggreifer
- Verblockungswerfer
- Bojen

Räumgeschirr elektrisch
- großes Schleifenkabel

Räumgeschirr akustisch
- 2 Geräuschbojen mechanisch
- 1 Geräuschboje elektrisch

## Einheiten
Deutschland
Die Boote erhielten die Namen von deutschen Städten. Während ihrer gesamten Dienstzeit waren sie in der Nordsee stationiert. Als Küstenminensucher gehörten sie zum 4. Minensuchgeschwader (4. MSG) mit Heimathafen Wilhelmshaven und zum 6. Minensuchgeschwader (6. MSG) sowie dem 8. Minensuchgeschwader (8. MSG) in Cuxhaven.
Nach ihrem Umbau bildeten die Minenjagdboote das 4. MSG, die Hohlstablenkboote das 6. MSG. Beide Geschwader, die Ende 1970er und Anfang der 1980er einige Jahre zum Minenabwehrgeschwader Nordsee verschmolzen waren, waren in Wilhelmshaven stationiert. Nach Außerdienststellung der ersten MJ-Boote wurde das 4. MSG aufgelöst und die verbliebenen Minenjäger gehörten in ihren letzten Jahren unter deutscher Flagge ebenfalls zum 6. MSG.
| Klasse | Kennung | Name       | Dienstzeit vor Umbau                     | Umbau zu Klasse | Dienstzeit nach Umbau                        | Verbleib                                                        |
| ------ | ------- | ---------- | ---------------------------------------- | --------------- | -------------------------------------------- | --------------------------------------------------------------- |
| 320/01 | M 1072  | Lindau     | 24. Apr. 1958 – 28. April 1975           | 331/03B         | 10. Feb. 1978 – 9. Okt. 2000                 | Estland als Sulev (M 312)                                       |
| 320/02 | M 1070  | Göttingen  | 31. Mai 1958 – 14. Juni 1976             | 331/08B         | 19. Jan. 1979 – 11. Sep. 1997                | Lettland als Ersatzteilspender                                  |
| 320/03 | M 1071  | Koblenz    | 8. Juli 1958 – 12. Dez. 1975             | 331/06B         | 21. Juni 1978 – 22. Juni 1999                | Litauen als Sūduvis (M 52); seit 2022 Museumsschiff in Klaipéda |
| 320/04 | M 1075  | Wetzlar    | 20. Aug. 1958 – 30. April 1976           | 331/07B         | 6. Okt. 1978 – 30. Juni 1995                 | VEBEG                                                           |
| 320/05 | M 1074  | Tübingen   | 25. Sep. 1958 – 30. Mai 1975             | 331/04B         | 20. März 1978 – 26. Juni 1997                | VEBEG (2011 Privatyacht)                                        |
| 320/06 | M 1073  | Schleswig  | 30. Okt. 1958 – 1. Feb. 1979             | 351/01          | 19. März 1981 – 29. Sep. 2000                | Südafrika als Tshwane (M 1221)                                  |
| 320/07 | M 1076  | Paderborn  | 16. Dez. 1958 – 31. Aug. 1979            | 351/04          | 17. Sep. 1981 – 30. Juni 2000                | Südafrika als Mangaung (M 1222), außer Dienst 2013, abgewrackt  |
| 320/08 | M 1077  | Weilheim   | 28. Jan. 1959 – 30. Juli 1976            | 331/09B         | 13. Juli 1978 – 30. Juni 1995                | Deutsches Marinemuseum                                          |
| 320/09 | M 1078  | Cuxhaven   | 11. März 1959 – 29. Okt. 1976            | 331/11B         | 6. Juni 1979 – 8. Feb. 2000                  | Estland als Wambola (M 311)                                     |
| 320/10 | M 1079  | Düren      | 22. Apr. 1959 – 20. Dez. 1979            | 351/05          | 7. Nov. 1983 – 29. Sep. 2000                 | Südafrika als Kapa (M 1223), an privat                          |
| 320/11 | M 1080  | Marburg    | 11. Juni 1959 – 22. Dez. 1976            | 331/12B         | 28. Juni 1979 – 25. Mai 2000                 | Litauen als Kuršis (M 51)                                       |
| 320/12 | M 1081  | Konstanz   | 23. Juli 1959 – 25. April 1980           | 351/06          | 28. Mai 1982 – 29. Sep. 2000                 | Südafrika als Ersatzteilspender, am 1. Nov. 2007 versenkt       |
| 320/13 | M 1082  | Wolfsburg  | 8. Okt. 1959 – 27. April 1979            | 351/03          | 4. März 1982 – 29. Sep. 2000                 | Südafrika als Tekwini (M 1225)                                  |
| 320/14 | M 1083  | Ulm        | 7. Nov. 1959 – 28. Juli 1978             | 351/01          | 11. Nov. 1981 – 21. Sep. 1999                | Südafrika als Ersatzteilspender                                 |
| 320/15 | M 1084  | Flensburg  | 3. Dez. 1959 – 25. März 1970             | 331/02A         | 12. Sep. 1972 – 26. Juni 1991                | Jugendheim in Duisburg-Ruhrort                                  |
| 320/16 | M 1085  | Minden     | 22. Jan. 1960 – 29. August 1975          | 331/05B         | 31. Mai 1978 – 4. Dez. 1997                  | Georgien als Ayeti (P 22)                                       |
| 320/17 | M 1086  | Fulda      | 5. März 1960 – keine Außerdienststellung | 331/01A         | keine Wiederindienststellung – 26. März 1992 | VEBEG                                                           |
| 320/18 | M 1087  | Völklingen | 21. Mai 1960 – 20. August 1976           | 331/10B         | 15. Mai 1979 – 24. März 1999                 | Lettland als Namejs (M-03)                                      |

 Georgien
Georgien übernahm ein Boot der Klasse 331B, die ehemalige Minden, und ließ es in Deutschland zum Patrouillenboot für die Küstenwache umbauen, unter anderem mit einem Suchradar des Typs Atlas Elektronik TRS (I-Band). Sie wurde am 15. November 1998 als Ayety (P 22) in Dienst gestellt. Am 13. August 2008, während des Kaukasus-Konfliktes wurde das Schiff in den militärischen Teil des Hafens von Poti geschleppt und dort von russischen Soldaten durch eine Sprengung versenkt.
 Lettland
Lettland übernahm zwei Boote der Klasse 331B mit der kompletten Minenjagdausrüstung inklusive der PAP104 Drohnen, betrieb jedoch lediglich ein Boot, die ehemalige Völklingen. Sie war als Namejs (M-03) in Liepāja (Libau) stationiert und wurde 2009 aus der Fahrbereitschaft genommen. Sie dient seit dem 8. April 2009 der Marineschule in Liepāja als stationäres Schulboot. Die ebenfalls übernommene Göttingen diente lediglich als Ersatzteilspender.
 Litauen

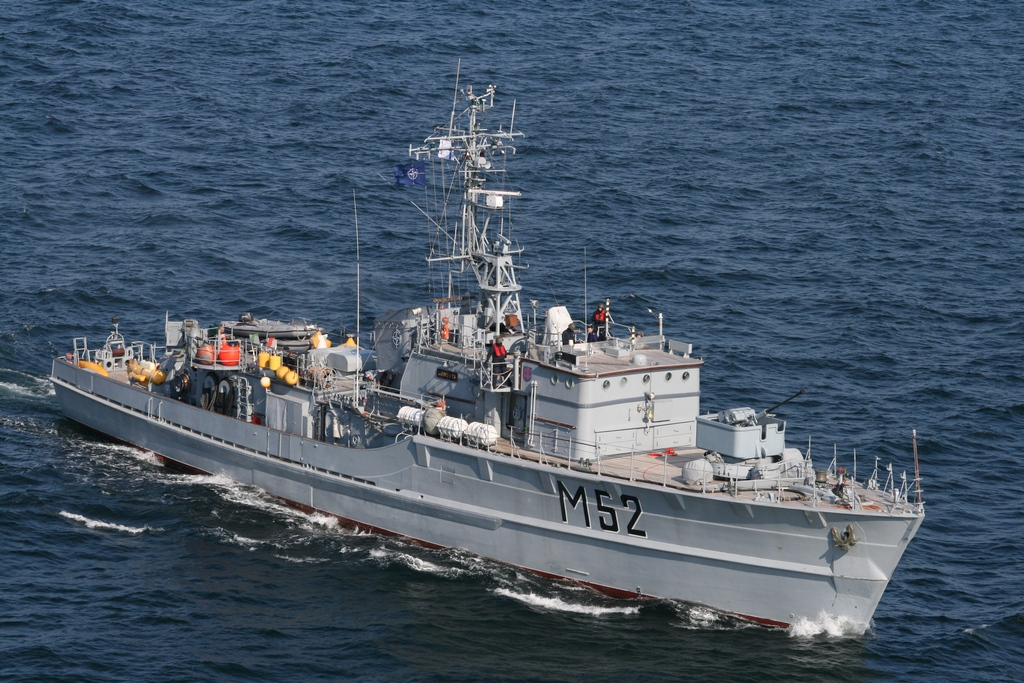
Sūduvis (2007)

Litauens Marine übernahm wie Lettland zwei Boote der Klasse 331B mit der kompletten Minenjagdausrüstung inklusive der PAP104 Drohnen. Hier wurden beide Boote in Dienst gestellt und beim Minenabwehrgeschwader in Klaipėda (Memel) stationiert.
| Kennung | Name    | Indienststellung | Außerdienststellung  | Verbleib |
| ------- | ------- | ---------------- | -------------------- | --- |
| M 51    | Kuršis  | November 2000    | zwischen 2016 & 2018 | Der Name Kuršis wurde 2011 abgegeben. Am 7. August 2018 wurde das außer Dienst gestellte und demilitarisierte Schiff der Verwertung zugeführt. |
| M 52    | Sūduvis | Juni 1999        | 2021                 | Das Schiff erhielt nach Außerdienststellung einen Liegeplatz im Hafen von Klaipėda und wird museal genutzt.                                    |

 Estland
Estland übernahm wie die baltischen Nachbarn zwei Boote mit der kompletten Minenjagdausrüstung inklusive der PAP104 Drohnen und betrieb sie ebenfalls als Minenjäger. Sie waren in Tallinn stationiert.
| Kennung | Name    | Indienststellung | Außerdienststellung | Verbleib                                                                             |
| ------- | ------- | ---------------- | ------------------- | ------------------------------------------------------------------------------------ |
| M 311   | Wambola | 23. März 2000    | 26. März 2009       | In der Außenstelle des Marinemuseums Tallinn, Lennusadam (Ersatzteilspender)         |
| M 312   | Sulev   | 9. Oktober 2000  | 26. März 2009       | In der Außenstelle des Marinemuseums Tallinn, Lennusadam ⊙ (Exponat, zu besichtigen) |

 Südafrika
Südafrika übernahm alle sechs Boote der Klasse 351, die als City-Klasse bezeichnet wurden. Der Vertrag zum Erwerb der Boote wurde am 10. November 2000 geschlossen. Vier Boote wurden Bestandteil der Flotte, wobei zwei davon lediglich zur Reserveflotte gehörten. Der Heimathafen war Simon’s Town. Die ehemaligen Ulm und Konstanz dienten lediglich als Ersatzteilspender. Letztere kam beim Manöver Red Lion am 1. November 2007 als Übungsziel für Fregatten zum Einsatz und wurde durch Exocet MM40 Seezielflugkörper versenkt.
| Kennung | Name     | Indienststellung  | Außerdienststellung | Verbleib                  |
| ------- | -------- | ----------------- | ------------------- | ------------------------- |
| M 1221  | Tshwane  | –                 |                     | Reserve                   |
| M 1222  | Mangaung | –                 |                     | Reserve, 2013 abgebrochen |
| M 1223  | Kapa     | 5. September 2001 |                     | an privat                 |
| M 1225  | Tekwini  | 5. September 2001 |                     | ?                         |

 Italien
Der Verbleib der Tübingen stellt eine Ausnahme dar: Sie wurde 1997 an einen italienischen Privateigner verkauft, der sie zu einer Motorjacht umbaute. Die Schiffsuhr gelangte durch die Schenkung von Erich Stahn aus Schwebheim in den Besitz des Tübinger Stadtmuseums. Von der intensiv gepflegten Tübinger Patenschaft zeugt noch ein Modell der Tübingen im Anbau des Tübinger Rathauses im ersten Obergeschoss.